# Dryopteris stegnogramme
Dryopteris stegnogramme là một loài thực vật có mạch trong họ Dryopteridaceae. Loài này được C.Chr. miêu tả khoa học đầu tiên.